# Litri (Miguel Báez Spínola)
Pour les articles homonymes, voir Baez, Litri et Spinola.
Miguel Báez Spínola dit « Litri », né le 8 septembre 1968 à Madrid (Espagne), est un matador espagnol.

## Présentation
Miguel Báez Spínola est fils de matador (Miguel Báez Espuny « Litri »), neveu de matador (Manuel Báez Gómez « Litri »), petit-fils de matador ( Miguel Báez Quintero « Litri »), arrière-petit-fils de matador (Miguel Báez « El Mequi »).
« Litri » commence à toréer en 1984 en compagnie de deux autres fils de matadors célèbres : Rafael Camino fils de Paco Camino et Julio Aparicio, fils de Julio Aparicio. Très rapidement, la pareja (« paire ») formée par « Litri » et « Rafi Camino » remporte de nombreux succès dans toutes les arènes. Cette pareja continue jusqu’à l’alternative prise le même jour à Nîmes.
Jusqu’à sa retraite en 1998, il occupe les premières places de l’escalafón, pratiquant un toreo essentiellement tremendista.

### Carrière
- Débuts en novillada avec picadors : Gandia (Espagne, province de Valence), le 23 mars 1986, aux côtés de Juan Carlos Vera et Rafi Camino. Novillos de la ganadería de Jandilla.
- Présentation à Madrid : 8 juin 1987 au cours d’une corrida mixte, aux côtés de Curro Romero et Rafael Camino. Novillos de la ganadería de Manolo González.
- Alternative : Nîmes (France, département du Gard) le 26 septembre 1987. Parrain, son père, Miguel Báez Espuny « Litri »; témoins, Paco Camino et Rafael Camino (qui prendra l’alternative au taureau suivant). Taureaux de la ganadería de Jandilla.
- Confirmation d’alternative à Mexico : 10 décembre 1987. Parrain, Curro Rivera ; témoin, « Armillita ». Taureaux de la ganadería de Tequisquiapan.
- Confirmation d’alternative à Madrid : 16 mai 1991. Parrain, « Manzanares » ; témoin, José Ortega Cano. Taureaux de la ganadería de Juan Andrés Garzón.